# کارزار ایتالیا (جنگ جهانی دوم)
نبرد ایتالیا نبردی است در جنگ جهانی دوم که در تاریخ ۱۰ ژوئیه سال ۱۹۴۳ با حمله ارتش متفقین به خاک ایتالیا و به قصد شکست رژیم فاشیستی در ایتالیا شروع شد. در پی این حمله ارتش آلمان نازی برای شکست ارتش متفقین وارد خاک ایتالیا شد. نبرد میان متفقین و نیروهای محور در ایتالیا یکسال و ده ماه طول کشید و در نهایت با شکست ارتش آلمان نازی همزمان با شکست آنها در جنگ جهانی دوم به پایان رسید.